# Rideau de douche
Un rideau de douche est un rideau utilisé dans le but de préserver l'intimité de quelqu'un qui se douche, et d'empêcher l'eau d'éclabousser le reste de la salle de bains.
Les rideaux de douche sont généralement fabriqués en matières résistant à l'humidité (vinyle, plastique), ou plus rarement en tissu.

## Histoire

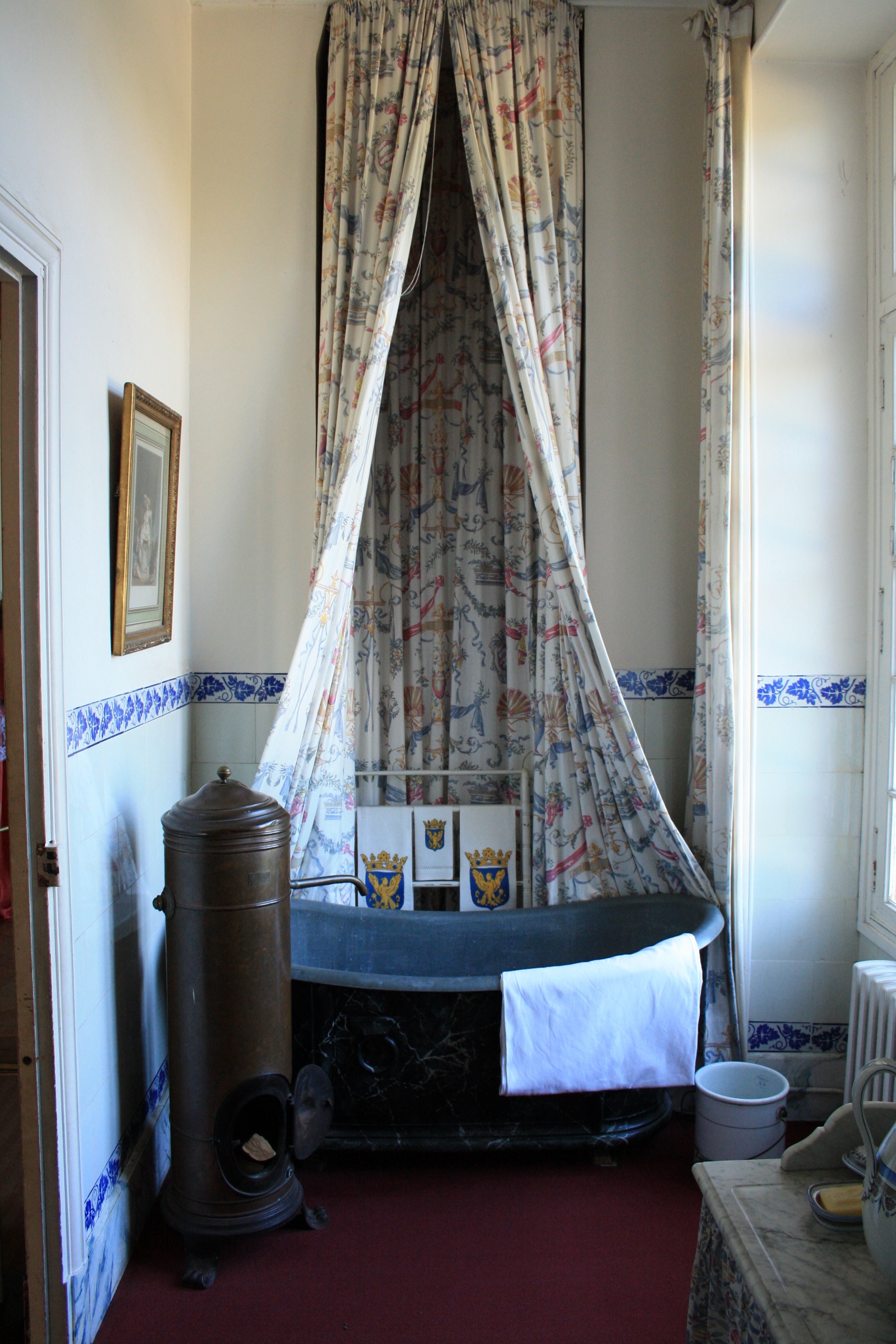
Baignoire et rideau de douche dans une salle de bains du château de Breteuil.

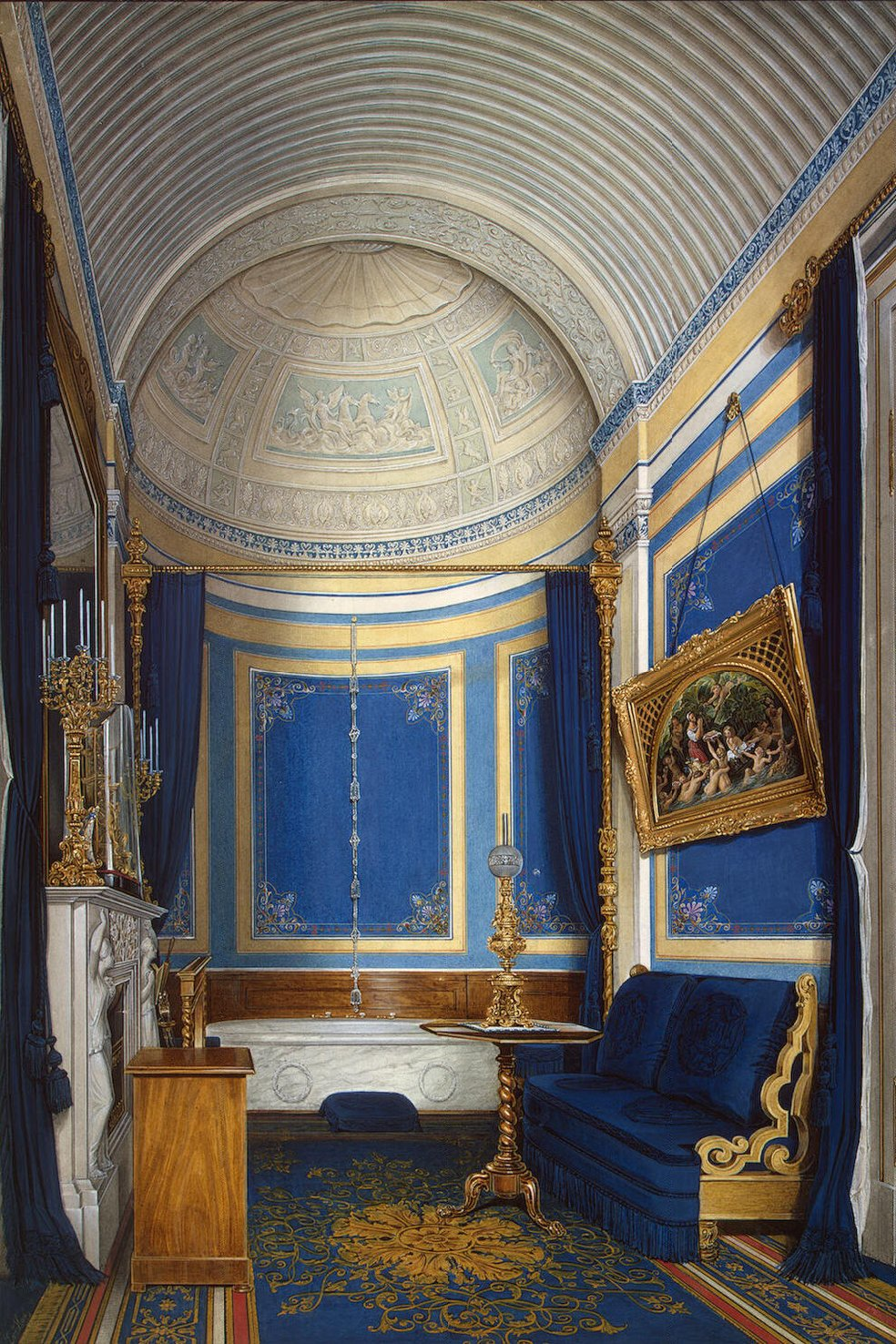
La salle de bain de Maria Alexandrovna, au Palais d'Hiver, vers 1850. Aquarelle d'Eduard Hau.

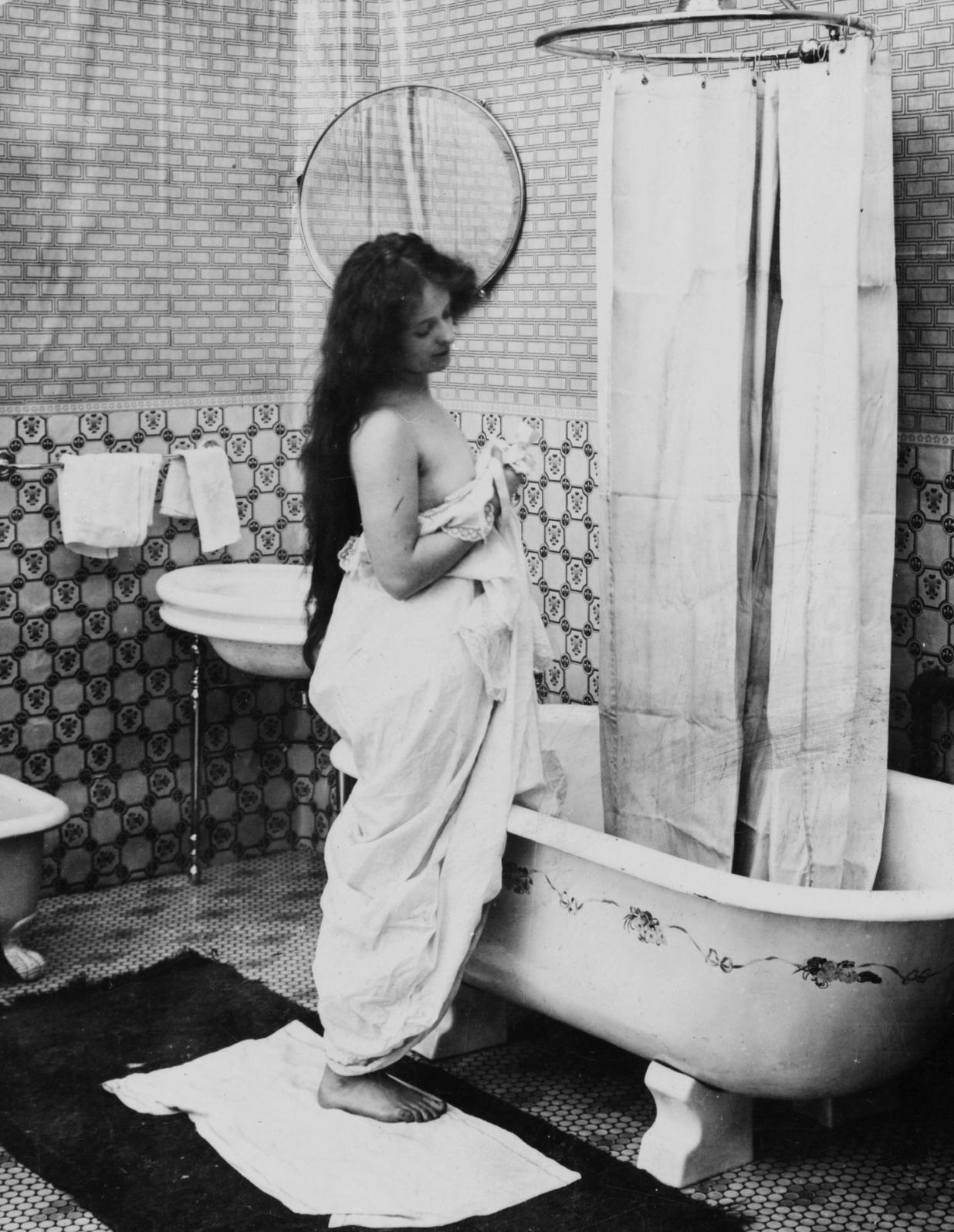
Rideau de douche sur une photo de 1902.

L'histoire du rideau de douche est très difficile à reconstituer. En effet on ne sait pas encore à ce jour qui l'a inventé et dans quel pays. 
Le rideau de douche semble s'être répandu après la Seconde Guerre mondiale, au début des années 50. Comme des nombreuses habitations (surtout des immeubles) furent construites pour que les populations prennent un nouveau départ, on y installa tout le confort nécessaire. Cette période correspond à la démocratisation de la douche et des cabines de douche. De plus, l'hygiène a été reconnue à cette époque comme un véritable facteur de bonne santé et les canalisations, égouts, et système de distribution d'eau, se sont développés dans les foyers. 
En France, on a retrouvé la trace d'une des premières entreprises fabricantes de cabine de douche : ERO, à Sorgues (Vaucluse). À ses débuts ne pouvant fabriquer ses rideaux de douche elle-même, elle fit un appel dans un journal de la région. C'est ainsi que se créa l'entreprise de Monsieur Enjalric, aux Angles (30), près de la ville d'Avignon. L'entreprise ERO n’existe plus et tout ce que nous avons d'elle sont des factures datant de 1960, de 1959 et des factures datant de 1958 au nom de la Société métallurgique Héraud Frères. L'entreprise de rideau de douche n'a exercé son activité qu'une dizaine d'années, pour ensuite faire des porte-clés, puis des tenues de travail pour les industries du nucléaire.

## Configuration
Les douches qui peuvent être munies d'un rideau sont celles qui sont aménagées sans cabine, par exemple dans un enfoncement du mur, ou dans une baignoire.
Selon la configuration de la salle de bain, le rideau de douche peut protéger un ou plusieurs des côtés du bac.
Les rideaux de douche sont suspendus à des rails ou à des tringles fixés soit au plafond, soit au mur. Afin de s'adapter aux différentes formes de bacs, et au nombre variable de côtés à protéger, ces tringles sont parfois télescopiques, et peuvent être coudées.

## Décoration
Les rideaux de douche peuvent en outre avoir une fonction décorative.
Certaines personnes utilisent d'ailleurs deux rideaux de douche, l'un qui tombe à l'extérieur du bac et qui est purement décoratif, et l'autre qui tombe à l'intérieur et qui est plus fonctionnel.
Tout comme les autres types de rideaux, les rideaux de douche peuvent être unis, ou au contraire présenter tous types de motifs. Un thème est cependant récurrent : celui de l'eau et de la mer, avec des tons bleus, et des motifs tels que des poissons, des coquillages, des pingouins, des canards, des vagues, des phares, des bateaux, etc.

## Entretien
Avec le temps, les rideaux de douche se recouvrent de traces de savon et de calcaire, de morceaux de peau, de moisissures, et autres saletés, ce qui en fait un environnement propice à la croissance des micro-organismes en tous genres, parfois pathogènes, particulièrement pour les personnes dont le système immunitaire est affaibli.
Ceci peut être évité en aérant la salle de bains et en lavant régulièrement le rideau de douche, voire en en changeant périodiquement. Il est recommandé de le laver au moins une fois par mois, à la machine à laver pour les rideaux en tissus et à la main pour les rideaux en plastique,.

## Phénomène physique: effet du rideau de douche
Les rideaux de douche sont l'objet d'un phénomène physique remarquable : ils se gonflent à l'intérieur lorsque l'eau chaude coule, ayant tendance à venir se coller sur le corps de la personne prenant une douche.
La cause de ce phénomène a été traitée par plusieurs chercheurs, qui ont donné diverses explications mais sans atteindre de conclusion définitive.
- Hypothèse de l'effet cheminée : L'une d'elles rappelle l'effet cheminée. On observe que l'air chaud résultant de l'eau de la douche monte et entraîne donc l'air plus froid, du sol, à remonter pour le remplacer, et à faire gonfler le rideau vers l'intérieur de la douche. Cependant, l'effet rideau de douche persiste lorsque de l'eau froide est utilisée, ce qui implique que cela ne peut pas être le seul mécanisme à l'œuvre[7].
- Hypothèse de l'effet Bernoulli : Le théorème de Bernoulli établit qu'une augmentation de la vitesse entraîne une baisse de la pression. Cette théorie suppose que l'eau coulant de la pomme de douche pousse l'air dans sa direction, c'est-à-dire parallèlement au rideau de douche. Selon Bernoulli, ce mouvement de l'air crée une différence de pression entre la face intérieure et extérieure du rideau de douche, entraînant celui-ci à être attiré vers l'intérieur[7].
- Hypothèse du vortex horizontal : Un modèle informatique de la salle de bain de base a révélé qu'aucune des théories ci-dessus ne ressortait dans leur analyse, mais indique que le flot de la pomme de douche crée un vortex horizontal. Ce vortex se caractérise par une zone de basse pression en son centre, qui attire le rideau de douche[8],[7]. C'est la théorie soutenue par David Schmidt de l'Université du Massachusetts qui lui a valu le prix Ig Nobel de Physique en 2001[9]. Sa solution partielle utilise la mécanique des fluides numérique pour obtenir les résultats. Le professeur Schmidt est catégorique que cela a été fait « pour le plaisir » dans son propre temps libre sans utiliser de subventions[10].
- Hypothèse de l'effet Coandă : L'effet Coandă est la tendance d'un fluide en mouvement à adhérer à une paroi adjacente[7].
- Hypothèse de la condensation : La douche chaude produit de la vapeur qui se condense sur la paroi intérieure du rideau de douche, réduisant ainsi la pression à cet endroit. Dans un état stable, la vapeur serait remplacée par de la nouvelle vapeur mais en réalité la température de l'eau fluctue, impliquant des phases où la production nette de vapeur est négative.[réf. souhaitée]
- Hypothèse de la pression atmosphérique : Un air dense plus froid à l'extérieur et un air moins dense à l'intérieur provoquent une pression d'air plus élevée à l'extérieur pour bomber le rideau de douche vers l'intérieur afin d'égaliser la pression d'air, cela peut être observé simplement lorsque la porte de la salle de bain est ouverte permettant à l'air froid d'entrer dans la salle de bain.[réf. souhaitée]

### Solutions
Plusieurs solutions existent pour éviter l'« effet du rideau de douche », souvent des moyens permettant de tendre le rideau pour empêcher sa déformation, par exemple (liste non exhaustive) :
- utiliser un rideau de douche lesté
- utiliser des aimants ou des ventouses afin de coller le rideau de douche à la paroi inférieure
- ajouter une série de tringles au bas du rideau
- avoir un deuxième rideau de douche qui bloquera, ou tout du moins ralentira, la poussée de l'air
- laisser le rideau partiellement ouvert pour permettre l'égalisation de la pression et réduire la montée de l'air
- avoir une tringle de douche incurvée vers l'extérieur